# サン・セバスティアーノ・ダ・ポー
サン・セバスティアーノ・ダ・ポー（伊: San Sebastiano da Po）は、イタリア共和国ピエモンテ州トリノ県にある、人口約1,900人の基礎自治体（コムーネ）。

## 地理

### 位置・広がり

#### 隣接コムーネ
隣接するコムーネは以下の通り。
- カザルボルゴーネ
- カスタニェート・ポー
- キヴァッソ
- ラウリアーノ
- ヴェロレンゴ

## 行政

### 分離集落
サン・セバスティアーノ・ダ・ポーには、以下の分離集落（フラツィオーネ）がある。
- Abate, Bellavalle, Bricchetto, Caserma, Colombaro, La Fraschiera, Milane, Moriondo, Navigliano Alto, Nosma, Pieve, Rottenga, San Lorenzo, Saronsella, Serra Alta, Torreri, Viani, Villa